# ウィルバー・シュラム
ウィルバー・シュラム（Wilbur Lang Schramm、1907年8月5日 – 1987年12月27日）は、「コミュニケーション学の父 (英: father of communication studies)」と称されることもある、アメリカ合衆国におけるコミュニケーション学に大きな影響を与え、合衆国の諸大学にコミュニケーション学部を創設した人物。

## 来歴
オハイオ州マリエッタ（Marietta）生まれ。AP通信で働いた後、ハーバード大学でアメリカ文明論 (American civilization) を専攻してMAを、アイオワ大学で英語学を専攻してPhDを取得し、アイオワ大学ではクリエイティブ・ライティング・ワークショップの創設者となった。1942年には、優れた短編小説に与えられるオー・ヘンリー賞を受賞している。
シュラムの関心は伝統的な人文学の領域を超えて広がっており、初期の業績の中にはチョーサーの物語（『カンタベリー物語』）の出版をめぐる経済的事情や、様々な拍子で書かれた詩文に対する聴衆の反応を検討したものが含まれていた。第二次世界大戦中、シュラムは戦時情報局の一員として、プロパガンダの本質の研究にたずさわり、この時期以降には、広く行動主義的手法を用いるようになった。
1947年から1955年にかけて、シュラムはイリノイ大学アーバナ・シャンペーン校に新設されたコミュニケーション研究所 (the Institute for Communications Research) の初代所長・研究教授となった。同様に、スタンフォード大学においても、1957年から1973年までコミュニケーション研究所の初代所長、1961年から1973年までジャネット・M・ペック国際コミュニケーション講座教授 (Janet M. Peck Professor of International Communication) を務め、1973年に引退して名誉教授となった。この間、1959年から1960年にかけて、シュラムは、（スタンフォード大学の）高等行動科学センター (Center for Advanced Study in the Behavioral Sciences) のフェローでもあった。1973年から1975年にかけて、シュラムはハワイ州ホノルルの東西センターの東西コミュニケーション研究所 (East-West Communication Institute) 所長を務めた。後にシュラムは、東西コミュニケーション研究所から名誉所長の称号、東西センターから特別上級フェロー (Distinguished Senior Fellow) の称号を贈られた。
シュラムの著作の中でも、1964年にUNESCOとの協力によってen:Stanford University Pressから出版された『Mass Media and National Development』は特に大きな影響力をもち、コミュニケーション技術 (communications technology) の普及と社会経済的開発を結びつける研究を実質的に立ち上げることになった。

## おもな業績

### 単著・編著
- Schramm, W. (1958). Responsibility in Mass Communication. New York: Harper & Brothers.[1]
  - 初版にもとづく日本語訳：崎山正毅 訳、マス・コミュニケーションと社会的責任、日本放送出版協会、1959年[2]
  - 1969年刊の第2版は、William L. Rivers and Wilbur Schramm の共著書
- Schramm, W. (Ed.). (1960). Mass communications (2nd ed.). Urbana, IL: University of Illinois Press.
  - 日本語訳：学習院大学社会学研究室 訳、マス・コミュニケーション : マス・メディアの総合的研究、東京創元社、1988年
- Schramm, W. (1963). The science of human communication. New York: Basic Books.
- Schramm, W. (1964). Mass media and national development. Stanford, CA: Stanford University Press.
- Schramm, W. (1988). The story of human communication: Cave painting to microchip. New York: Harper & Row.
- Schramm, W. (1997). The beginnings of communication study in America: A personal memoir. Thousand Oaks, CA: Sage.

## 共編著
- Siebert F.S., Peterson T., & Schramm, W. (1956). Four Theories Of The Press. Urbana, IL: University of Illinois Press.
  - 日本語訳：内川芳美 訳、マス・コミの自由に関する四理論、東京創元社、1964年
- Schramm, W., & Lerner, D. (Eds.). (1976). Communication and change: The last ten years and the next. Honolulu, HI: University of Hawaii Press.
- Schramm, W., & Roberts, D. F. (Eds.). (1971). The process and effects of mass communication (Rev. ed.). Urbana, IL: University of Illinois Press.